# Argia kokama
Argia kokama là một loài chuồn chuồn kim trong họ Coenagrionidae.
Argia kokama được Calvert miêu tả khoa học năm 1909.